# Djwal Khul
Djwal Khôl (appelé aussi le tibétain, Djwhal Khôl, Djwal Kûl, ou souvent D.K.) est dans les milieux liés à la Société théosophique un maître de sagesse (« mahatma »), qui a « inspiré » l'œuvre d'Alice Bailey par télépathie. La réalité historique du personnage n'a jamais été prouvée.

## Apparition du nom dans la littérature théosophique
Considéré par les adeptes d'Alice Bailey comme l'inspirateur direct des ouvrages de cette écrivaine, Djwal Khul est évoqué pour la première fois dans un ouvrage posthume  d'A.P. Sinnett publié en 1923 : les Lettres des Mahatmas . Qu'elles aient été écrites soit par des « Maîtres de Sagesse » et adressées à Sinnett comme l'affirment les adeptes théosophes, ou qu'elles aient été écrites par Sinnett lui-même, ces lettres ont été rédigées entre 1880 et 1885. 
L'un des personnages, le « Mahatma Koot Houmi », fait ainsi référence à plusieurs reprises à un autre personnage, supposé être son disciple ou du moins collaborateur, « Djwal Khul » (aussi orthographié Djoual-Koul, Djoual Khoul ou Djual Kool ou Djwal Kool) : 
« L'adepte intérieur est toujours prêt, toujours sur le qui-vive, et cela suffit pour nos desseins. Aux moments de repos, par conséquent, ses facultés sont aussi au repos. Quand je m'assieds pour prendre mes repas, ou quand je m'habille, lis ou suis autrement occupé, je ne pense même pas à ceux qui sont près de moi ; et Djoual Khoul a pu facilement se casser le nez à en saigner en courant dans le noir et en se heurtant à une poutre, comme il le fit l'autre nuit (simplement parce que, au lieu d'interposer une “pellicule”, il avait absurdement paralysé tous ses sens extérieurs pendant qu'il parlait à un ami éloigné) alors que je demeurais placidement ignorant du fait. Je ne pensais pas à lui, d'où mon ignorance. »
La référence au personnage de Djwal Khul existe ainsi dans les cercles intérieurs de la Société théosophique dès la fin du XIXe siècle et Alice Bailey l'a sans doute découverte dans ses premières années de recherche spiritualiste au sein de la Société.

## Supercherie ou réalité
Helena Petrovna Blavatsky (H.P.B.) est la première à mentionner l'existence de ces Maîtres. Face à l'aspect rocambolesque et paranormal de ses sources prétendues, elle s'est attiré scepticisme puis discrédit, comme en témoigne le livre de René Guénon, Le Théosophisme, histoire d'une pseudo-religion. Néanmoins, des lettres manuscrites ont été retrouvées qui ne sont pas de la main de Madame Blavatsky ; par ailleurs, plusieurs témoins ont prétendu avoir rencontré ces Maîtres « en chair et en os » : Allan Octavian Hume, Alfred Percy Sinnett, Stainton Moses, le Colonel Henry Steel Olcott (1832-1907). Cependant, lorsque ces lettres sont publiées, le médium américain Henry Kiddle (1842-1900), y reconnait l'un de ses propres discours, prononcé en 1880 à Lake Pleasant. Il accuse donc de plagiat, dans la revue spirite Light, H.P.B. qui se défend d'une façon étrange : elle reconnait la similitude des textes et ajoute que le Maître Koot Hoomi a pu être distrait et l'a fait « sans y penser »… Le cofondateur de la Société Théosophique, Henry Steel Olcott a lui-même fait part de ses doutes quant à l'authenticité de certaines lettres remises par William Quan Judge (1851-1896). 
En ce qui concerne le personnage de Djwal Khul, le psychanalyste Carl Jung contemporain d'Alice Bailey y voit une incarnation d'une sorte de surmoi pour l'écrivaine, une allégation que la principale intéressée réfute cependant.
.

## Thèmes de l'œuvre produite par le tibétain, et Alice Bailey
- Le fonctionnement de l'âme (à partir des Yoga Sutras de Patañjali).
- La méditation occulte
- La réincarnation et la question du Karma
- Les rayons, étude de l'influence des sept rayons — énergies spirituelles supposées influencer la vie dans les différents domaines de l'existence : civilisations, nations, règnes de la nature, psychologie et vie spirituelle de toute entité individualisée, etc.
- Les centres ou chakras, leurs fonctions, leur évolution.

Note : le nom du tibétain peut être orthographié différemment selon l'origine linguistique des sources.